# Sanjuro
Sanjuro (japonsko 椿三十郎, Hepburn Tsubaki Sanjūrō) je japonski črno-beli film jidaigeki iz leta 1962, ki ga je režiral Akira Kurosava in zanj tudi napisal scenarij skupaj z Rjuzom Kikušimo in Hideom Ogunijem. Temelji na romanu Hibi Heian Šugora Jamamota iz leta 1958. Scenarij so po uspehu Kurosavinega filma Telesna straža iz leta 1961 spremenili tako, da vsebuje isti glavni lik, ki ga je ponovno odigral Toširo Mifune.
Film je bil premierno predvajan 1. januarja 1962 in je naletel na dobre ocene kritikov. Osvojil je japonsko nagrado Kinema Junpo za najboljšega igralca (Tacuja Nakadai). Na strani Rotten Tomatoes ima oceno 100% glede na 23 kritik, ki so film označili za: »Tehnično veličasten, vrhunsko odigran in tudi smešen ter z akcijo nabit samurajski pustolovski film, ki ga krasi izstopajoča fotografija in karizmatična igra Tošira Mifuneja«.

## Vloge
- Toširo Mifune kot Sandžuro Cubaki
- Tacuja Nakadai kot Hanbei Muroto
- Juzo Kajama kot Iori Izaka
- Reiko Dan kot Čidori
- Takaši Šimura kot Kurofudži
- Kamatari Fudživara kot Takebajaši
- Takako Irie kot Mucutova žena
- Masao Šimizu kot Kikui
- Junosuke Ito kot Mucuta